# 富山第一銀行
株式会社富山第一銀行（とやまだいいちぎんこう、英: THE FIRST BANK OF TOYAMA,LTD.）は、富山県富山市に本店を置く第二地方銀行。

## 概要
2015年（平成27年）6月8日、建設が進められてきた富山市西町南（旧：富山大和跡地）の再開発ビルである「TOYAMAキラリ」内に本店を移転し業務を開始した。これに伴い、旧本店は耐震化工事を施した後、16年夏を目処に法人向け支援を担う「ビジネスプラザ（BP）支店」として活用される。
このほか高岡市内に中核店舗を新築するなど、北陸新幹線の開通や東京証券取引所での上場を視野に入れた営業体制の見直しを図り、2016年（平成28年）3月15日に東証第一部に上場している。
イメージキャラクターとして関口知宏を起用。2011年（平成23年）4月から同行CMに出演している。
県外には、北陸地方の石川県金沢市（3店舗）、新潟県（糸魚川・長岡・上越）、中部地方の岐阜県（高山・飛騨神岡）に複数店舗を構える。都市部では、大阪市と東京都（空中店舗）に店舗を開設している。

## 沿革
- 1912年（大正元年）10月10日 - 氷見町（現：氷見市）に明正貯金（株）発足[13]。
- 1913年（大正2年）2月8日 - 高岡市にて高岡貯金（株）発足[13]。
- 1914年（大正3年）12月8日 - 共益貯金（株）設立[13]。
- 1915年（大正4年）11月22日 - 富山市に中越無尽貯金（株）設立[13]。
- 1916年（大正5年）
  - 8月3日 - 共益貯金（株）が営業免許を受けて、無尽公司共益株式会社と商号変更[13]。
  - 9月1日 - 高岡貯金（株）が高岡無尽（株）と商号変更[13]。
- 1917年（大正6年）2月20日 - 明正貯金（株）が明正無尽（株）に商号変更[14]。
- 1919年（大正8年）5月1日 - 東岩瀬町（現：富山市岩瀬地区）に興業無尽（株）発足[14]。
- 1920年（大正9年）7月27日 - 興業無尽（株）が岩瀬興業無尽（株）に改称[14]。
- 1940年（昭和15年）3月1日 - 岩瀬興業無尽が高岡無尽と合併して日本海無尽（株）となる[15]。
- 1944年（昭和19年）
  - 10月1日 - 中越無尽、無尽公司共益、明正無尽の三社合併により富山合同無尽を設立[16]（創業者は金岡又左衞門）。
  - 12月16日 - 日本海無尽より営業権を譲り受ける[17]。
- 1945年（昭和20年）
  - 8月1日 - 富山大空襲により本店社屋が金庫室を除き焼失[18]。
  - 8月8日 - 本店仮営業所を富山市鵯島1437番地の稲垣昌夫方に設置し、同年8月31日に営業再開[17]。
  - 12月1日 - 本店仮営業所を富山電気ビル3階の311、312号室に移転し、同年12月2日より営業開始[19]。
  - 12月3日 - 預金取扱を開始[17]。
- 1946年（昭和21年）
  - 7月21日 - 電気ビルがGHQに接収されたため、事務関係の各課を富山薬学専門学校校庭内のバラックに、営業関係の各課を富山市総曲輪455-1の富山県商工経済会（現・富山商工会議所）内一室に分散移転、同年7月22日より営業開始[19]。
  - 10月25日 - 木造2階建て延べ1,026m2の無尽館（当時の社長が命名）が竣工。同年10月28日営業開始し、同年11月26日の役員会で経済復興の一助となるべき見地から2階各事務室の一般への貸与を開始[20]。
- 1947年（昭和22年）4月16日 - 物資不足の時勢から延期になっていた無尽館の落成式。同年4月18日には無尽館食堂が開設される[20]。
- 1950年（昭和25年）11月30日 - 新社屋が佐藤工業の請負で着工[21]。
- 1951年（昭和26年）
  - 5月10日 - 新社屋竣工、同年5月14日より営業開始。新社屋の外観は当時の社長の希望で第一銀行本店ビルを模して設計されている。旧館の前部半分延べ581m2を解体し、鉄筋コンクリート石張り延べ284m2を新築。後部半分延べ445m2は外装修理のみ実施された。使用石材量は当時北陸一であった[21]。
  - 10月20日 - 相互銀行法の施行により富山相互銀行と商号変更[22]。
- 1954年（昭和29年）11月22日 - 本店第2期工事竣工[23]。
- 1963年（昭和38年）
  - 1月 - 小学生図画コンクールを開催（以降、「わたしのパパ・ママを画きましょう」の画題で毎年開催されている）[24]。
  - 2月13日 - 本店社屋4階増築工事竣工[25]。
- 1987年（昭和62年）3月 - ディーシーカードと共同で富山ファースト・ディーシーを設立。
- 1988年（昭和63年）
  - 7月1日 - 北陸地区の相互銀行では初めてパソコンやファクシミリによる顧客向け金融情報サービスを開始する（相銀データ伝送システム（SDS）とNTTネットワーク「アンサー」を利用したサービス）[26]。
  - 8月26日 - 新銀行名を『富山第一銀行』、愛称を『ファースト・バンク』にすると発表[27]。
- 1989年（平成元年）2月 - 普通銀行へ転換し、富山第一銀行と商号変更。
- 2003年（平成15年）3月 - 経営破綻した石川銀行の2店舗を譲受。
- 2005年（平成17年）10月 - 北國銀行・福井銀行とATM相互無料開放「FITネット」を開始。
- 2006年（平成18年）4月 - FITネットにカード相互入金機能を付加。
- 2007年（平成19年）
  - 3月 - 七尾支店と輪島支店を北國銀行に営業譲渡。
  - 10月 - イオン銀行とのATM手数料相互無料開放。
- 2008年（平成20年）
  - 4月 - 名古屋支店を名古屋銀行に営業譲渡。
  - 11月 - 東京支店を千代田区岩本町から同区内神田へ移転し、その際に空中店舗化。
- 2009年（平成21年）10月 - セブン銀行ATMとの利用手数料無料開放。
- 2011年（平成23年）4月 - ローソンATMと提携。
- 2015年（平成27年）6月8日 - 本店を「TOYAMAキラリ」内に移転し業務を開始。
- 2016年（平成28年）3月15日 - 東京証券取引所第一部に上場[28]。

## 歴代頭取
| 代 | 氏名                | 期間                         | 備考                   |
| -- | ------------------- | ---------------------------- | ---------------------- |
| 1  | 金岡又左衛門(2代目) | 1944年10月 - 1957年11月      |                        |
| 2  | 金岡又左衛門(3代目) | 1957年11月 - 1981年3月       | 元富山薬学専門学校教授 |
| 3  | 金岡純二            | 1981年 3月 - 2010年3月31日   |                        |
| 4  | 横田格              | 2010年4月1日 - 2021年3月31日 | 日本銀行出身           |
| 5  | 野村充              | 2021年4月1日 -               | 日本銀行出身           |

## 関係会社

### 連結子会社
- 富山ファースト・ビジネス株式会社
- 富山ファースト・リース株式会社
- 富山ファースト・ディーシー株式会社
- 株式会社富山ファイナンス

## ギャラリー

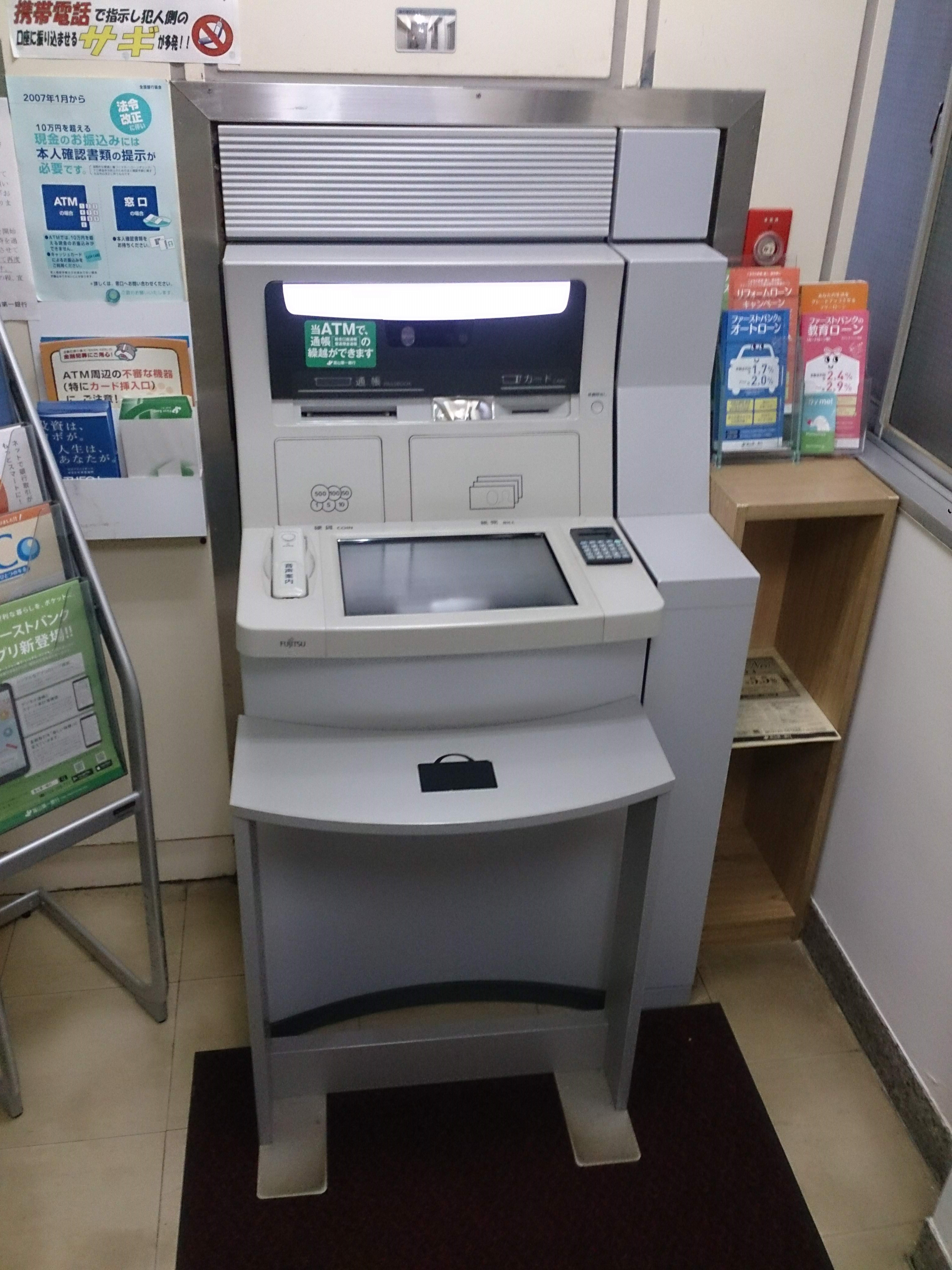
設置されているATM
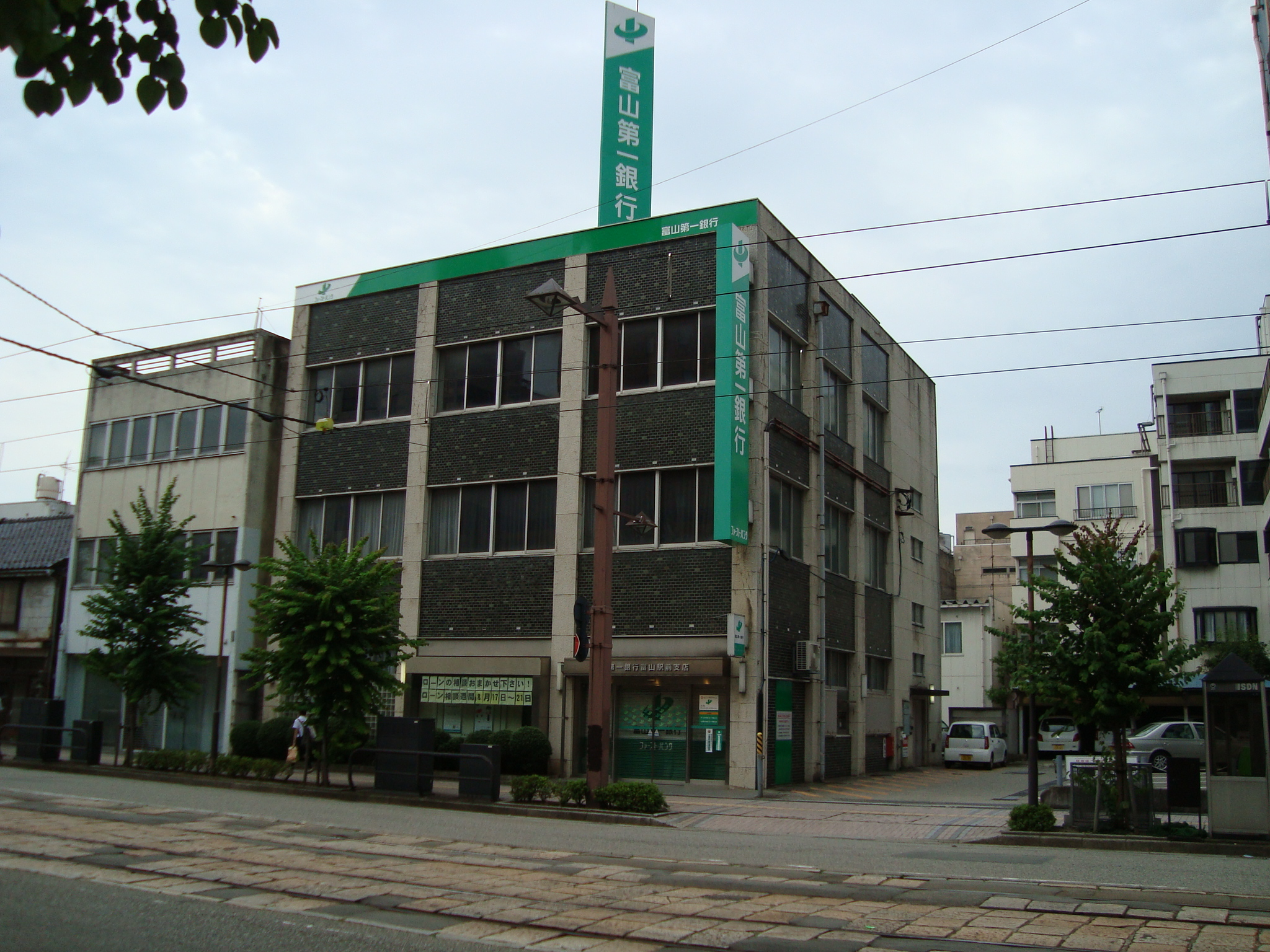
富山駅前支店
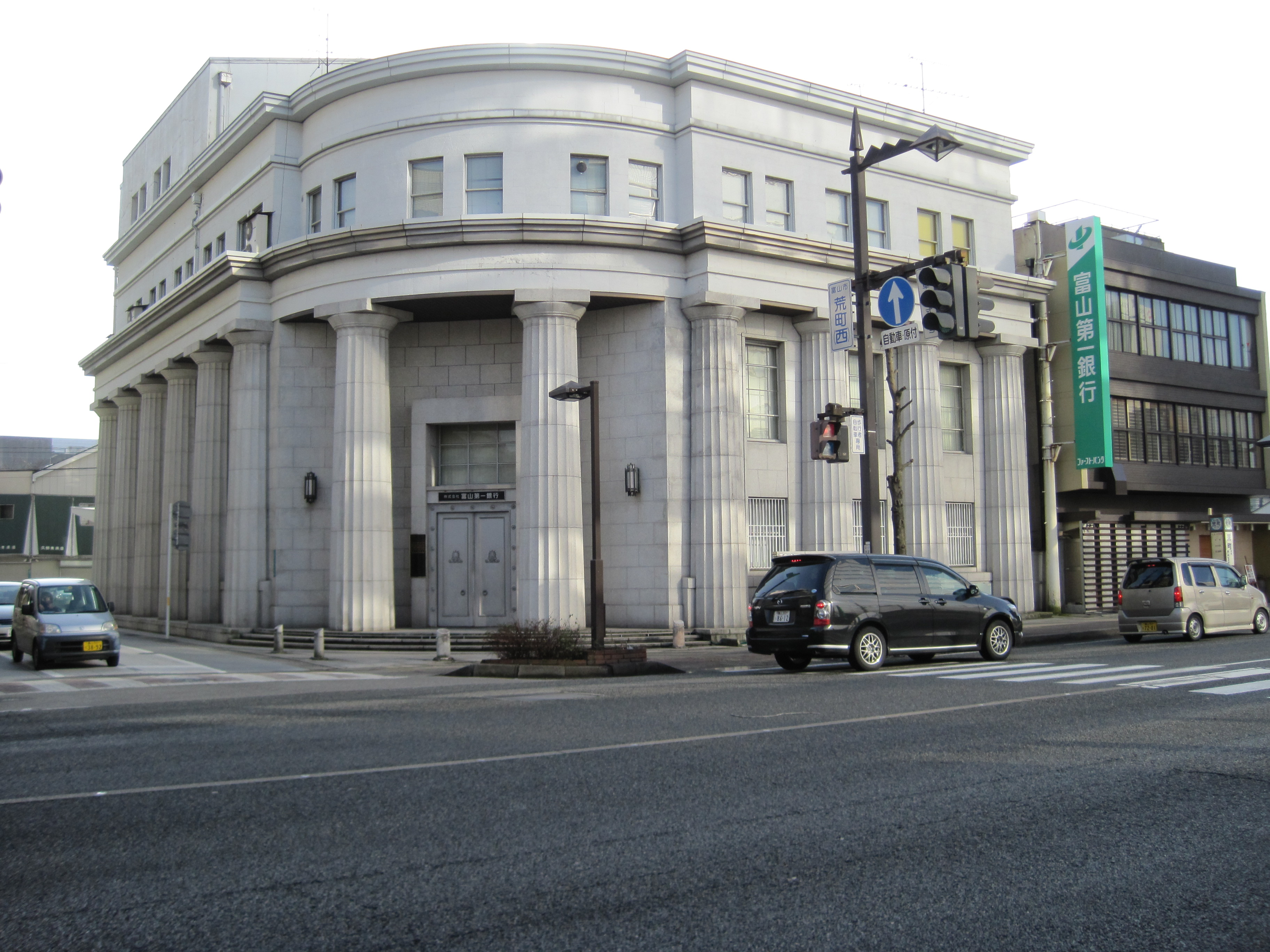
先代の本店（現：ビジネスプラザ支店）
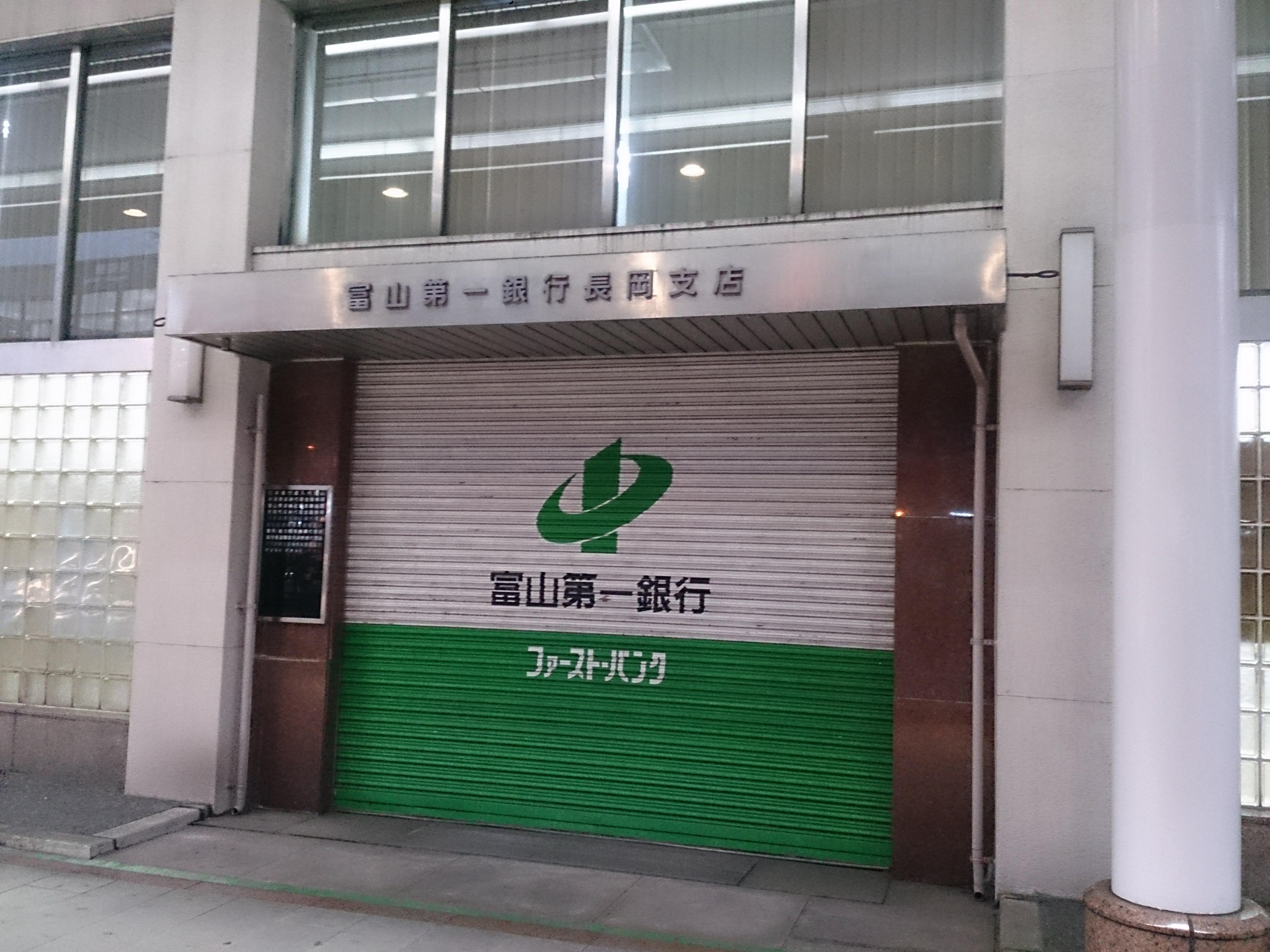
長岡支店

### 注
1. ↑  同ビル併設の富山市ガラス美術館と市立図書館本館は同8月22日にオープンした。